# Ariana (guvernement)

Guvernementet Arianas läge i Tunisien.

Ariana (arabiska أريانة, Al Aryānah) är ett guvernement i norra Tunisien, med kust mot Tunisbukten i Medelhavet i öster. Det är beläget strax norr om landets huvudstad, Tunis, och omfattar denna stads norra förortsområden. Guvernementet har 459 200 invånare (2007) på en yta av 498 km². Den administrativa huvudorten är staden Ariana. 

## Administrativ indelning

### Distrikt
Guvernementet är indelat i sju distrikt:
- L'Ariana Ville, Cité Ettadhamen, El Mnihla, Kalaât El Andalous, Raoued, Sidi Thabet, Soukra

Dessa är i sin tur indelade mindre enheter som kallas sektorer. 

### Kommuner
Guvernementet har sex kommuner:
- Ariana, Ettadhamen Mnihla, Kalaât El Andalous, Raoued, Sidi Thabet, Soukra

### Historik
- Mars 1983: Guvernementet Ariana bildas, från att tidigare varit en del av guvernementet Tunis[4].
- 1 juli 2000: Ariana delas upp i guvernementen Ariana och Manouba[4].